# Denys Arcand
Denys Arcand (ur. 25 czerwca 1941 w Deschambault) – kanadyjski reżyser, scenarzysta, aktor i producent filmowy.

## Życiorys
Arcand urodził się w Quebecu i jego twórczość jest związana z tym rejonem Kanady - aktorzy w jego filmach najczęściej posługują się językiem francuskim. Studiował na Uniwersytecie Montrealskim, filmy zaczął kręcić na początku lat 60. Tworzył filmy fabularne oraz dokumenty. Sukcesem okazał się nakręcony w 1986 Upadek Cesarstwa Amerykańskiego, komedia opowiadająca o grupce przyjaciół z pokolenia '68. Film zdobył szereg Nagród Genie, był także nominowany do Oscara.
Także kolejny film Kanadyjczyka, Jezus z Montrealu został nominowany do Oscara. Bohaterem obrazu jest artysta przygotowujący misterium pasyjne - jego wizja męczeństwa Chrystusa wzbudza kontrowersje. W 1993 Arcand nakręcił swój pierwszy film anglojęzyczny, Love and Human Remains. Dekadę później wrócił do bohaterów Upadku Cesarstwa Amerykańskiego i umieścił ich w realiach roku 2003. Tak powstała Inwazja barbarzyńców, najwyżej jak dotychczas ceniony film Arcanda. Dzieło zdobyło m.in. Césara oraz Oscara dla najlepszego filmu obcojęzycznego. Nominowany do Nagrody Akademii Filmowej został także scenariusz Arcanda.

## Reżyseria (wybór)
- Upadek Cesarstwa Amerykańskiego (Le déclin de l’empire américain 1986)
- Jezus z Montrealu (Jésus de Montréal 1989)
- Love and Human Remains (1993)
- Anatomia sławy (Stardom 2000)
- Inwazja barbarzyńców (Les invasions barbares 2003)
- L'Âge des ténèbres (2007)

## Nagrody
- Cezar
  - Najlepszy film: 2004: Inwazja barbarzyńców
  - Najlepszy reżyser: 2004: Inwazja barbarzyńców
  - Najlepszy scenariusz oryginalny lub adaptowany: 2004: Inwazja barbarzyńców
- Nagroda na MFF w Cannes
  - Najlepszy scenariusz: 2003: Inwazja barbarzyńców
  - Nagroda Jury: 1989: Jezus z Montrealu